# Pet elementov (vušing)
Pet elementov ali vušing (kitajsko: 五行; v zapisu pinjin wǔxíng, beremo kot wuɕiŋ ) je pet substanc ali pet gibal iz kitajske metafizike in naj bi sestavljali naravne procese, pojave in materijo. Pet elementov naj bi izviralo iz gibal jina in janga, predstavljajo faze nastajanja, vrhunca, ravnovesja, zatona in mirovanja ter nosijo alegorična imena: 
- ogenj (kitajsko: 火, pinjin: huǒ)
- voda (kitajsko: 水, pinjin: shuǐ)
- les (kitajsko: 木, pinjin: mù)
- kovina (kitajsko: 金, pinjin: jīn)
- zemlja (kitajsko: 土, pinjin: tǔ)

## Azijski izvori izročila o petih elementih
Danes ne vemo od kod izvira izročilo o petih elementih. Najstarejši kitajski vir, ki jih omenja, je knjiga Zuodžvan, ki je bila napisana okrog leta 541 pr. n. št. Starejša tradicija Pet elementov obravnava kot snovne substance in jih poimenuje Pet snovi (vudzai). Zoroastrovska besedila Gathas, ki naj bi jih najkasneje okrog leta 600 pr. n. št. zapisal prerok Zaratustra, opisujejo šest Dobrotnih nesmrtnikov (nekakšne angele), ki jim je pripisal šest prvin. Najvišjemu angelu je pripisal prvino goveda, kar verjetno izvira iz starega totemskega čaščenja božanstev v podobi goveda.  Ostalim petim angelom po hierarhičnem zaporedju pripadajo ogenj, kovina, zemlja, vode in rastline. Razporeditev slednjih elementov razkriva zaporedje vrhunec (ogenj), upadanje (kovina), dno (vode) in rast (rastline), med tem, ko se zemlja kot element ravnovesja skriva na sredini (kot element ravnovesja se zemlja ne pojavlja le med ognjem in kovino, ampak v določeni meri med vsemi kardinalnimi zaporedji).

## Oblikovanje kitajskega nauka o petih elementih
Na začetku obdobja Vojskujočih se držav (476-221 pr. n. št.) so Kitajci Pet elementov imenovali pet snovi ali vudzai (五材), nato so pričeli uporabljati izraz vušing (五行), kar pomeni pet procesov, ki so značilni za vsako od teh snovi- toda šele sredi 3.stoletja pr. n. št.  so vušing pričeli dojemati kot pet faz enotnega procesa sprememb. Teh pet procesov določa položaj sonca glede na mesece luninega koledarja . Kitajci so razvili tudi Filozofsko šolo jin-jang ali šolo jin-janga in petih elementov (jinjangvušingdžja), ki je kot pomembno sestavino svojega nauka posvojila pet elementov.

## Štirje tipi odnosov med elementi
Po kriteriju dveh sosednjih elementov poznamo odnose ustvarjanja in odnose slabljenja. Pri oddaljenih elementih (kjer se vmes nahaja vsaj en element) naj bi prihajalo do poskusov osvajanja, obrambe ter protinapada- tukaj poznamo odnose uničenja in odnose izčrpavanja. skupno torej poznamo štiri možne odnose, ki nastopajo med petimi elementi:
- Odnosi ustvarjanja (šjang šeng) sledijo podpornemu krogotoku med elementi: les vzdržuje ogenj, ogenj postane pepel (zemlja), v zemlji se kopičijo minerali (kovina), minerali pa obogatijo vodo, voda hrani in ustvarja les.
- Odnosi uničenja (šjang ke) predstavljajo približevanje oddaljenemu elementu, kar je videti kot napad na ta element: les izkorišča zemljo, zemlja omeji vodo, voda pogasi ogenj, ogenj stali kovino, kovina poseka les.
- Odnosi slabljenja (šjang šje) delujejo v obratni smeri: les popije vodo, voda povzroča rjavenje in razpadanje kovine, kovina oslabi zemljo, zemlja oslabi ogenj, ogenj pokuri les.
- Odnosi izčrpavanja (šjang dao): les skrha sekiro (kovina), kovina lahko izčrpa energijo ognja, ogenj upari vodo, voda erodira zemljo, prst lahko zasuje rastlinje lesa.

Poznamo tudi načelo korekcije: ogenj npr. napade kovino, vendar pa element zemlje lahko deluje kot miroljuben posrednik, ki ognju odvzame moč in podpre kovino.

## Uporaba petih elementov
Pet elementov Kitajci uporabljajo še danes. Uporabljajo jih npr. v filozofiji,  v tradicionalni kitajski medicini, v fengšuiju, v metafizični analizi človekove usode (predvsem sta znani tehniki Dzivei in Badzi), v čigungu, v borilnih veščinah in v jidžingu:
| Elementi                        | les             | ogenj           | zemlja             | kovina        | voda              |
| ------------------------------- | --------------- | --------------- | ------------------ | ------------- | ----------------- |
| Narava                          |                 |                 |                    |               |                   |
| Barve                           | zelena, azurna  | rdeča, roza     | rumena, rjava      | siva, bela    | temno-modra, črna |
| Energijski tipi                 | veter           | vročina         | vlaga              | suša          | hlad              |
| Pet transformacij               | porajanje       | rast            | dozorelost         | žetev         | hranjenje         |
| Letni časi                      | pomlad          | poletje         | indijansko poletje | jesen         | zima              |
| Obdobje dneva                   | jutro           | dopoldan        | popoldan           | večer         | noč               |
| Pet elementov- človek in živali |                 |                 |                    |               |                   |
| Okus                            | kisel           | grenek          | sladek             | oster         | slan              |
| Oblike obraza                   | trikotna        | podolgovata     | kvadratna          | ovalna        | okrogla           |
| Glavni organi                   | jetra           | srce            | vranica            | pljuča        | ledvica           |
| Stranski organi                 | žolčnik         | tanko črevo     | želodec            | debelo črevo  | mehur             |
| Pet čutil                       | oko             | jezik           | usta               | nos           | uho               |
| Ostali telesni deli             | kite            | ožilje          | mišice             | koža          | kosti             |
| Čustva                          | jeza            | evforija        | zamišljenost       | potrtost      | strah             |
| Feng shui                       |                 |                 |                    |               |                   |
| Smer neba                       | vzhod           | jug             | center             | zahod         | sever             |
| Pet simbolnih živali            | Azurni zmaj     | Rdeči feniks    | Rumena kača        | Beli tiger    | Črna želva        |
| Oblika stavb in vzorcev         | oglati stolpiči | trikotne oblike | kvadratne oblike   | ovalne oblike | nepravilne oblike |

| Zapisi kitajskih izrazov |                 |  |                   |                  |  |                   |                 |
| Wikipedijin zapis        | Pinjinski zapis |  | Wikipedijin zapis | Pinjinski zapis  |  | Wikipedijin zapis | Pinjinski zapis |
| badzi                    | Bazi            |  | Čigung            | Qigong           |  | dzivej            | Ziwei           |
| Dzuodžvan                | Zuozhuan        |  | fengšui           | Fengshui         |  | jang              | yang            |
| jin                      | yin             |  | jinjangvušingdžja | yinyangwuxingjia |  | huo               | huo             |
| šjang dao                | xiang dao       |  | šjang ke          | xiang ke         |  | šjang šeng        | xiang sheng     |
| šjang šje                | xiang xie       |  | vudzai            | wucai            |  | vušing            | wuxing          |